# Ragchuram Radžan
Ragchuram Radžan, v anglickém přepise Raghuram Rajan (* 3. února 1963, Bhópál) je indický ekonom a profesor ekonomie na Chicagské univerzitě. V letech 2003 až 2006 byl hlavním ekonomem a ředitelem výzkumu Mezinárodního měnového fondu. V letech 2013 až 2016 byl guvernérem indické centrální banky. V současnosti žije ve Spojených státech, kde je držitelem tzv. zelené karty.
Na výroční konferenci Federálního rezervního systému v Jackson Hole v roce 2005, tři roky před vypuknutím velké recese v roce 2008, Radžan varoval před rostoucími riziky ve finančním systému a hrozbou finanční krize. Bývalý americký ministr financí Lawrence Summers označil tato varování za "zavádějící" a Radžana samotného za "ludditu". Po vypuknutí krize však začaly být Radžanovy názory považovány za jasnozřivé.
Jeho kniha Fault Lines: How Hidden Fractures Still Threaten the World Economy získala v roce 2010 cenu Kniha roku Financial Times a Goldman Sachs. V roce 2016 byl časopisem Time zařazen na seznam 100 nejvlivnějších lidí na světě.